# World Wide Web Consortium
World Wide Web Consortium (W3C) je mezinárodní konsorcium, jehož členové společně s veřejností vyvíjejí webové standardy pro World Wide Web. Cílem konsorcia je „Rozvíjet World Wide Web do jeho plného potenciálu vývojem protokolů a směrnic, které zajistí dlouhodobý růst Webu“. W3C se také zabývá vzděláním a přístupností, vyvíjí software a nabízí otevřenou diskuzi o Webu prostřednictvím fóra. Konsorciu předsedá jeho zakladatel Tim Berners-Lee, tvůrce služby Webu a primární autor specifikací URL (Uniform Resource Locator), HTTP (HyperText Transfer Protocol) a HTML (HyperText Markup Language) – základních pilířů Webu.

## Historie
Konsorcium založil Tim Berners-Lee v říjnu roku 1994. Před založením konsorcia nabízely různé firmy různé upravené verze jazyka HTML které byly nekompatibilní s verzemi od ostatních výrobců. Konsorcium sjednotilo verze od různých výrobců a dohodlo se s nimi na základních principech a komponentách nových standardů. Ty se také snaží dohodnout s konzorciem WHATWG.

## Doporučení a certifikace
Každý standard (doporučení) vydaný konsorciem je vylepšován podle W3C Process Document od pracovního návrhu Working Draft (WD), přes LastCallWorkingDraft, Candidate Recommendation (CD), Proposed Recommendation (PR) až ke konečnému doporučení konsorcia – W3C Recommendation (REC). Doporučení bývá revidováno prostřednictvím samostatně vydávaných errat (Errata), dokud se neshromáždí větší množství těchto úprav. Potom je vydána nová edice doporučení (například doporučení pro XML je v páté edici). W3C také vydává řadu poznámek (notes), jejichž účel je pouze informativní, nejsou brány jako samostatná doporučení.

## Správa
W3C je spravováno několika institucemi: MIT Computer Science and Artificial Intelligence Laboratory (CSAIL) (v USA), European Research Consortium for Informatics and Mathematics (ERCIM) (v Evropě), Keio University (v Japonsku) a Beihang University (v Číně). W3C má také oddělení v šestnácti oblastech po celém světě. Ty spolupracují s webovou komunitou v oblasti na propagaci technologií konsorcia v lokálním jazyce, rozšíření geografické základny a zvýšení mezinárodní účasti v aktivitách konsorcia.

## Standardy
W3C/IETF standardy:
- CGI
- CSS
- DOM
- GRDDL
- HTML
- MathML
- OWL
- P3P
- RDF
- SISR
- SKOS
- SMIL
- SOAP
- SPARQL
- SRGS
- SSML
- SVG
- VoiceXML
- XHTML
- XHTML+Voice
- XML
- XML Events
- XML Information Set
- XML Schema
- XPath
- XQuery
- XSL-FO
- XSLT
- WCAG
- WSDL
- XForms